# Hôtel de Lenoncourt
Pour les articles homonymes, voir Lenoncourt (homonymie).
L’hôtel de Lenoncourt est un édifice situé dans la ville de Nancy, département Meurthe-et-Moselle, région Lorraine (Grand Est).

## Situation
Le bâtiment est situé 18 rue de la Charité à Nancy.

## Histoire
Cet hôtel particulier appartenait au lignage des Lenoncourt dont la seigneurie fut fondée au milieu du XIVe siècle.
Le bâtiment fut le siège de l'ancienne congrégation de sœurs de Saint Vincent de Paul
La porte d'entrée est inscrit au titre des monuments historiques par arrêté du 14 mars 1944.